# 趙相 (景泰進士)
趙相（1427年—？），字文卿，山東兗州府單縣人，民籍，明朝政治人物。進士出身。

## 生平
山西鄉試第五十八名。景泰五年（1454年）甲戌科會試第三百二十四名，殿試登進士第三甲第一百二十一名。

## 家族
曾祖趙孟賢，曾任元總管。祖父趙伯諒。父亲趙倫，曾任監察御史。